# 昌巴縣

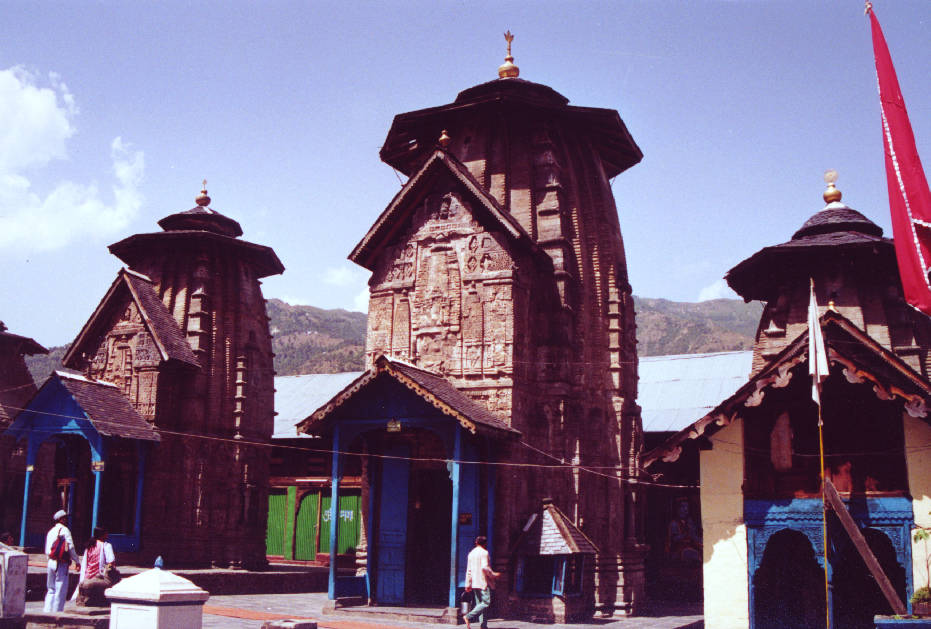

昌巴縣是印度的一個縣，位於該國北部，由喜馬偕爾邦負責管轄，面積6,528平方公里，識字率為73.19%，2001至2011年人口增長12.58%，2001年人口393,386，人口密度每平方公里60人。

## 外部連結
- District profile of Chamba
- Cultural and tourism heritage of the district

32°33′16″N 76°07′26″E / 32.55444°N 76.12389°E